# Pohost (rejon wilejski)
Dąbrówka (biał. Пагост; ros. Погост) – wieś na Białorusi, w obwodzie mińskim, w rejonie wilejskim, w sielsowiecie Dołhinów.

## Historia
W czasach zaborów wieś w okręgu wiejskim Izabelin, w gminie Dołhinów, w powiecie wilejskim, w guberni wileńskiej Imperium Rosyjskiego. W 1866 roku liczył 335 mieszkańców (153 dusze rewizyjne) w 29 domach, należał do dóbr Karolin, własność Kamieńskich.
W latach 1921–1945 wieś leżała w Polsce, w województwie wileńskim, w powiecie wilejskim, w gminie Dołhinów.
Według Powszechnego Spisu Ludności z 1921 roku zamieszkiwało tu 461 osób, 447 było wyznania rzymskokatolickiego a 14 prawosławnego. Jednocześnie 455 mieszkańców zadeklarowało polską, 6 białoruską przynależność narodową. Było tu 88 budynków mieszkalnych. W 1931 w 86 domach zamieszkiwały 518 osób.
Wierni należeli do parafii rzymskokatolickiej i prawosławnej w Dołhinowie. Miejscowość podlegała pod Sąd Grodzki w Dołhinowie i Okręgowy w Wilnie; właściwy urząd pocztowy mieścił się w Dołhinowie.
W okresie międzywojennym umiejscowiona była tu strażnica KOP „Pohost”. W 1932 roku obsada strażnicy zakwaterowana była w budynku KOP.
W wyniku napaści ZSRR na Polskę we wrześniu 1939 miejscowość znalazła się pod okupacją sowiecką. 2 listopada została włączona do Białoruskiej SRR. Od czerwca 1941 roku pod okupacją niemiecką. W 1944 miejscowość została ponownie zajęta przez wojska sowieckie i włączona do Białoruskiej SRR.

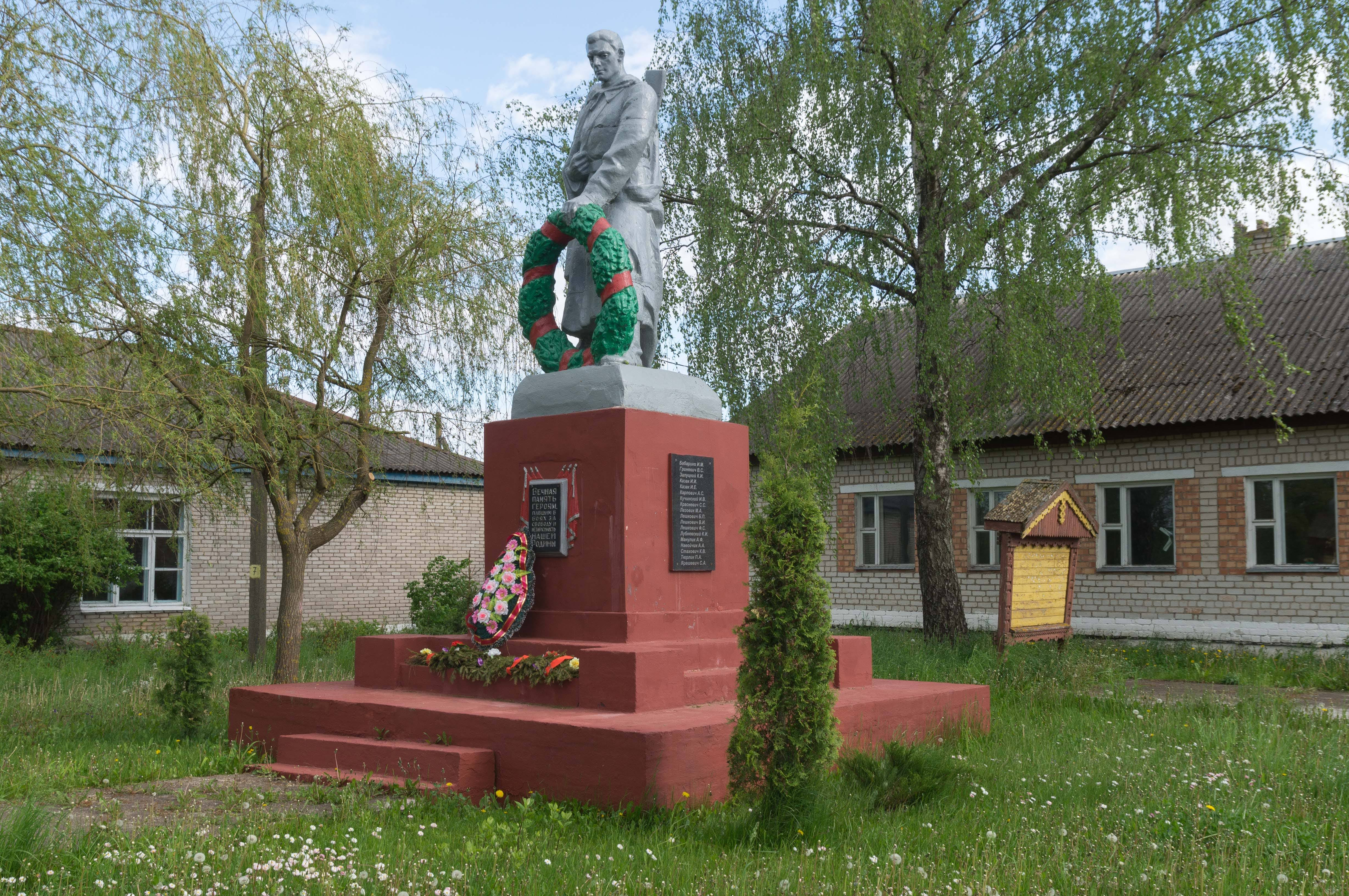
pomnik

Od 1991 w składzie niepodległej Białorusi.
Od 2009 do 2013 roku w sielsowiecie Ścieszyce.